# Гуидобалдо II дела Ровере
Гуидобалдо II дела Ровере (на италиански: Guidobaldo II della Rovere), с пълно име Гуидобалдо II Монтефелтро дела Ровере д'Арагона (Guidobaldo II Montefeltro della Rovere d'Aragona; * 2 април 1514, Урбино, Херцогство Урбино; † 28 септември 1574, Пезаро, пак там), от рода Дела Ровере, е 5-и херцог на Урбино (1538 – 1574), кондотиер и меценат.
Покровител на художници и писатели, включително Микеланджело Буонароти, Тициан и Торкуато Тасо, той превръща Пезаро, който става столица на херцогството през 1523 г. и където прекарва по-голямата част от живота си, в един от най-изисканите и великолепни дворове на Ренесанса.

## Произход
Той е син на Франческо Мария I дела Ровере (* 1490, † 1538), херцог на Урбино и племенник на папа Юлий II, и на съпругата му Елеонора Гонзага (*  1493, † 1550). Негови дядо и баба по бащина линия са Джовани дела Ровере, папски капитан и господар на Сенигалия, и Джована да Монтефелтро, а по майчина – Франческо II Гонзага, маркграф на Мантуа, и Изабела д’Есте. Има четири братя и осем сестри, повечето починали като малки:
- Федерико (*/† 1511);
- Иполита (* 1515, † ок. 1540), херцогиня на Монталто като съпруга на Антонио д’Арагона;
- Джована (* 1515, † 1518);
- Джовани (* 1516, † 1518);
- Катерина (* 1518, † 1520);
- Беатриче (* 1521, † 1522);
- Франческо Мария (* 1523, † 1525);
- Мария (* 1527, † 1528);
- Елизабета Изабела (* 1529, † 1561), херцогиня на Маса и Карара като съпруга на Алберико I Чибо-Маласпина;
- Джулия (* 1531, † 1563), маркграфиня на Монтекио като съпруга на Алфонсо д’Есте;
- Джулио Фелтриo (* 1533, † 1578), кардинал;
- Виоланта (* 1535, † 1538)

## Биография
Поверен на образователните грижи на Гуидо Постумо де Силвестри от Пезаро, Гуидобалдо прекарва детството си в Мантуа. През 1523 г. е в двора на Дела Ровере, където продължава образованието си по латински език, добавяйки познания по старогръцки език и история, известни познания по етика и ежедневни физически упражнения, особено фехтовка и конен спорт.
На 20-годишна възраст се влюбва в красивата дъщеря на Джордано Орсини ди Монтеротондо, но баща ѝ се противопоставя на връзката.
Гуидобалдо II става херцог на Урбино на 24 г., на 20 октомври 1538 г. Вече обучен в държавната администрация от баща си, той е експерт във военното изкуство. Сред неговите министри са Антонио Стати, граф на Монтебело, и Пиетро Бонарели, граф (по-късно маркиз) на Орчано.
През 1527 г. младата дъщеря на херцога на Камерино Джовани Мария да Варано, Джулия да Варано, наследява баща си с титлата „херцогиня на Камерино“. През 1534 г. тя се омъжва за Гуидобалдо II, който по силата на този брак получава Херцогство Камерино, към което той така и така претендира. Папа Павел III е загрижен за властта на семейство Дела Ровере и желаещ да постави племенника си Отавио Фарнезе в Херцогство Камерино. Той  отлъчва Гуидобалдо II и съпругата му на 9 ноември 1938 г. и го обявява за свален от трона на Урбино, принуждавайки двойката да се откаже от правата си в замяна на 78 000 златни дуката. Тогава херцогът на Урбино предпочита да постигне споразумение, избягвайки открита война: Камерино е отстъпен на Светия престол (капитулацията се състои на 3 януари 1539 г., като папските войски влзат в града на 17 януари), както е договорено, за 78 000 скуди. По-късно отлъчването е отменено и Гуидубалдо е признат за херцог на Урбино.
На 18 февруари 1547 г. 23-годишната му съпруга умира. През 1548 г. Гуидобалдо II се жени за племенница на папата, Витория Фарнезе, и Павел III разширява херцогската инвеститура на Урбино (която дотогава включва само града и неговия окръг) върху цялата територия, администрирана от херцога (дотогава управлявана като викариат): това завършва административното и държавно обединение на територията.
През годините Гуидобалдо II предоставя услугите си първо на Венецианската република, след това на Светия престол и накрая на краля на Испания. Венецианската република, съзнавайки услугите, оказани от баща му Франческо Мария, му предлага през 1546 г. длъжност, която той заема до 28 февруари 1553 г. – генерален командир на венецианските армии, с титлата на губернатор. Също около 1553 г. той е назначен за генерал-капитан на Църквата от папа Юлий III ; позицията е потвърдена от Павел IV, който добавя и длъжността на префект на Рим (19 юни 1555 г.). 
През 1558 г. херцогът приема почетната длъжност генерал на Неаполитанското кралство, предоставена му от краля на Испания Филип II, с годишно възнаграждение от 12 000 скуди, към което се добавят заплатите на 20 капитани, 170 войници и 200 леки коня с командир. Макар постът да се задържа през целия му живот, изплащането на възнагражденията се оказва нередовно в последвалите години – управлението на Филип II е белязано от значителен финансов хаос. Поради това херцогът се задлъжнява спрямо испанската корона, като сам поема заплащането на войниците. Така финансовите затруднения скоро обхващат и Херцогство Урбино.
Разкошният двор на фамилията дела Ровере, щедростта на херцога, екстравагантните му харчове в Испания, извънредните разходи (като тези за укрепленията на Пезаро), както и същевременно намалелите приходи (вследствие от глад и чумни епидемии, сполетели херцогството, и неспособността на испанския крал да изплати договорените суми), поставят финансовото положение под съмнение и пораждат обществено недоволство, особено силно изразено в хълмистите и планинските области на херцогството. Пезаро се възползва от обстоятелството, че дворът вече е установен в града; дори Сенигалия – основното пристанище на херцогството, получава известни предимства благодарение на фамилията дела Ровере. Съвсем различно е положението в Урбино и останалите вътрешни градове: там, в по-бедните райони спрямо крайбрежните, данъците са или се възприемат като по-тежки. През 1571 г. ситуацията допълнително се влошава поради серия извънредни разходи: сватбата на престолонаследника Франческо Мария II, пристигането на Лукреция д’Есте (която е посрещната с хладно отношение в Урбино), както и за войските, отпътували към Лепанто. Финансовото състояние на херцогството също изглежда тревожно през 1571 г.: годишните приходи достигат 45 690 скуди, а разходите — 54 290 скуди; годишният дефицит възлиза на 8 600 скуди. В отговор на затрудненото положение на хазната, през септември 1572 г. херцогът въвежда мита върху различни хранителни продукти.
През 1573 г. в Херцогство Урбино настъпва сериозно смущение, когато в град Урбино избухва бунт. Причина за недоволството са прекомерните данъци и мита, както и засиленото присъствие на дворът Дела Ровере в Пезаро, което обижда местните жители. Упорито, гражданите изпращат пратеници до херцог Гуидобалдо II, но срещат единствено снизходително отношение. След като дипломатическите усилия не дават резултат, те търсят намесата на папа Григорий XIII – техен сюзерен, или дори подкрепа от великия херцог на Тоскана, Козимо I де Медичи, с надеждата да свалят херцога. Всички инициативи пропадат и в отговор, през март 1573 г., херцогът реагира с гняв. Градът е поставен под военен режим, лишен от привилегии, а ръководителите на бунта са заловени и осъдени.
Херцогът умира на 28 септември 1574 г. на 60-годишна възраст, след като управлява 35 години. „На смъртния си одър той искал да покаже обич към народа си от Пезаро. Той наредил да повикат магистратите до леглото му и, сбогувайки се благоговейно, им благодарил със сълзи на очи за лоялността, която винаги са му проявявали към него и към дома му; и като вечен знак на обич, той поискал гербът на града да изобразява разрязан златен дъб с четири ръце, прегръщащи го, и мотото около него: Munus Guidi Ubaldi de Ruvere Pisauri Domini et Patris.“

## Брак и потомство
Жени се два пъти:
∞ 1. 12 октомври 1535 за Джулия да Варано (* 1524, † 1547), наследница и дъщеря на херцога на Камерино Джовани Мария да Варано, от която има една дъщеря:
- Вирджиния Фелтрия дела Ровере (* 17 септември 1544, Урбино; † 1 януари 1571, Неапол), 1. ∞ 1560 за Федерико Боромео (* 1535, † 1562), херцог на Камерино, граф на Арона, граф на Анджера, племенник на папа Пий IV; 2. ∞ 1569 за принц Фердинандо Орсини (* 1538, † 1589), херцог на Гравина

∞ 2. 29 юни 1547 (чрез представител) във Ватикана, 30 януари 1548 в Урбино за Витория Фарнезе (* 10 август 1519, Валентано, Херцогство Кастро; † 13 декември 1602, Пезаро),принцеса от Херцогство Парма и Пиаченца, от която има един син и четири дъщери:
- Франческо Мария II дела Ровере (* 20 февруари 1549, Пезаро; † 23 април 1631, Урбания), последният херцог на Урбино (1574 – 1631) от рода Дела Ровере, ∞ 1. 18 февруари 1570 във Ферара за Лукреция д'Есте (* 16 декември 1535, Ферара, Херцогство Ферара; † 12 февруари 1598, пак там), принцеса на Ферара, Модена и Реджо, от която няма деца 2. 1599 г. за своята по-малка с 36 години братовчедка Ливия дела Ровере (* 1583, † 1641), дъщеря на Иполито дела Ровере, маркиз на Сан Лоренцо ин Кампо, от която има 1 син;
- Изабела дела Ровере (* 1554, † 6 юли 1619), ∞ 1565 за Николо Берардино Сансеверино, княз на Бизиняно;
- Лавиния Фелтрия дела Ровере (* 16 януари 1558, † 7 юни 1632), ∞ 1575 за Алфонсо Феличе д’Авалос (* 1556, † 1619), маркиз на Васто, княз на Франкавила;
- Леонора дела Ровере (* 1552, † 1553);
- Беатриче дела Ровере († като малка);

- Джулия Варано (първа съпруга), портрет от Тициан (1545)
- Витория Фарнезе (2-ра съпруга), портрет от Джакомо Виги
- Франческо Мария II (син), портрет от Федерико Барочи